# Victoraș Iacob
Constantin Victoraș Iacob (* 14. Oktober 1980 in Râmnicu Vâlcea, Kreis Vâlcea) ist ein ehemaliger rumänischer Fußballspieler. Er bestritt insgesamt 225 Spiele in der rumänischen Liga 1 und der griechischen Super League. Im Jahr 2006 gewann er mit Steaua Bukarest die rumänische Meisterschaft.

## Karriere
Iacob begann das Fußballspiel in seiner Heimatstadt bei Flacăra Râmnicu Vâlcea. Von dort wechselte er im Jahr 1999 in die Hauptstadt zu AS Rocar Bukarest, für den er am 4. Dezember 1999 bei der Niederlage gegen FC Argeș Pitești in der Divizia A debütierte. Nach der Folgesaison wechselte er 2001 für ein Jahr zu Universitatea Craiova, um anschließend in die Hauptstadt zu FC Național Bukarest zurückzukehren. 2003 verließ er FC Național wieder, um sich Oțelul Galați anzuschließen. Bis auf die Rückrunde der Saison 2003/04, in der er für Rapid Bukarest spielte, blieb er dem Verein bis 2005 treu. Nach der für ihn mit 13 erzielten Toren sehr erfolgreichen Saison 2004/05 wechselte er zum amtierenden Meister Steaua Bukarest, der mit ihm ein Jahr später den Titel verteidigen konnte. Er ist ein großgewachsener (1,90 m) und kopfballstarker Stürmer, der zu den Schlüsselspielern des Vereins gehörte.
Zur Winterpause der Saison 2007/2008 wechselte er für eine Ablösesumme von 500.000 Euro zum deutschen Zweitligisten 1. FC Kaiserslautern, wo er einen Vertrag bis Sommer 2010 unterschrieb und verletzungsbedingt nicht zur Geltung kommen konnte. Im Juli 2008 kündigte der Verein den Vertrag mit sofortiger Wirkung, da Iacob sich laut Vereinsangaben mehrfach nicht an terminliche Absprachen gehalten habe.
Iacob kehrte nach Rumänien zurück und spielte seit Anfang 2009 bei CS Otopeni. Seit Juli 2009 spielte er beim griechischen Klub Iraklis Thessaloniki. Dort konnte er in seiner ersten Spielzeit elf Treffer erzielen, wurde aber auch fünfmal vom Platz gestellt. Im Sommer 2011 schloss er sich dem Lokalrivalen Aris Saloniki an. Diesen verließ er bereits nach einem halben Jahr wieder und kehrte zu CS Concordia Chiajna in seine rumänische Heimat zurück. Dort kam er nur dreimal zum Einsatz und wechselte im Sommer 2012 zu Niki Volos die die griechische Football League. Anfang 2013 schloss er sich Universitatea Cluj an, wo er wenige Monate später seine Laufbahn beendete.

## Erfolge
- Rumänischer Meister: 2006